# Phelsuma hoeschi
Phelsuma hoeschi là một loài thằn lằn trong họ Gekkonidae. Loài này được Berghof & Trautmann mô tả khoa học đầu tiên năm 2009.